# Opheltes glaucopterus
Opheltes glaucopterus là một loài tò vò trong họ Ichneumonidae.